# Chiesa della Santissima Trinità (Cappella Maggiore)
La chiesa della Santissima Trinità è uno degli edifici più antichi di Cappella Maggiore, in provincia di Treviso.

## Storia
La fondazione di questa cappella risale all'VIII-IX secolo, in un'epoca in cui questo territorio era sotto il dominio dei longobardi. Detta anche chiesa della Mattarella (per il nome dell'antico proprietario dei terreni su cui sorse) o Capella Campestris, questa chiesa è all'origine del nome di Cappella Maggiore. Negli anni 2000 ha beneficiato di un importante restauro conservativo, che l'ha riportata all'antico splendore.

## Descrizione
Esternamente, il fabbricato si mostra disadorno, con superfici in pietra prive di intonaci. Le aperture si limitano al portale principale, ad un ingresso laterale, sopra il quale sta incisa la scritta trino et uni, che ricorda la dedicazione della chiesa, e a delle piccole monofore. Sul tetto c'è un piccolo campanile a vela, di recente fattura.
Internamente la chiesa, a una navata, conserva un gran numero di affreschi, finiti sotto il nome di ciclo della Mattarella, rappresentanti scene dell'Antico e Nuovo Testamento. L'affresco più antico (e di più recente scoperta) è Ultima Cena dell'XI secolo, di autore anonimo.
Vi sono poi una Madonna del Melograno di Antonello da Serravalle, del XV secolo, una coeva Crocefissione e Adorazione dei Magi di Antonio Zago, pittore di origine bergamasca, e altre pitture di Antonio Gner.